# Шлионский, Евгений Львович
Евге́ний Льво́вич Шлио́нский (6 апреля 1941, Ленинград — 23 мая 1990) — советский русскоязычный поэт. Известен как автор стихотворения «Держи меня, соломинка», ставшего в начале 1980-х популярной эстрадной песней из репертуара Аллы Пугачёвой.

## Биография
Родился 6 апреля 1941 года в Ленинграде. Отец — филолог; мать — учительница русского языка и литературы. В раннем детстве пережил войну, эвакуацию с матерью в Ташкент. После окончания экономического факультета Ленинградского государственного университета по распределению работал на Сахалине, где занимался социологическими исследованиями. Затем переехал в г. Мирный (Якутская АССР), где руководил социально-экономической лабораторией института «ЯкутНИИпромалмаз». Умер от инфаркта 23 мая 1990 года.

## Творчество
Начал публиковаться в сахалинских газетах, а с 1962 года в литературно-художественных журналах «Дальний Восток», «Аврора», «Смена», «Нева». В 1976 году в ленинградском отделении издательства Советский писатель вышла единственная его прижизненная книга стихов «Тайфун», включавшая в том числе стихотворение «Держи меня, соломинка», на которое в начале 1980-х Алла Пугачёва написала музыку и включила ставшую популярной песню в свой альбом «Как тревожен этот путь» (1982).
В 1991 году в Ленинграде вышел посмертный поэтический сборник «У каждого своя звезда».

## Семья
- отец: Шлионский, Лев Ильич — литературовед, кандидат филологических наук, один из авторов книги «Пушкинский Петербург».
- мать: Любовь Карповна Якименко, учительница русского языка и литературы.
- сестра: Истратова, Людмила Львовна (род. 1951) — кандидат экономических наук, поэтесса.